# Kingsville (Texas)
Kingsville ist eine Stadt im US-amerikanischen Bundesstaat Texas und County Seat des Kleberg County. Das U.S. Census Bureau hat bei der Volkszählung 2020 eine Einwohnerzahl von 25.402 ermittelt.

## Demografische Daten
67,1 % der Bewohner sind hispanisch, 26,1 % weiß, 4,1 % afro-amerikanisch und 1,7 % asiatisch. 0,1 % gehören anderer Bevölkerungsgruppen an. Das durchschnittliche Haushaltseinkommen beträgt 27.385 $ (Stand 2009). Im Vergleich dazu: Das durchschnittliche Haushaltseinkommen in Texas beträgt 48.259 $.

## Geschichte
Kingsville wurde 1904 gegründet und nach dem Besitzer der King Ranch, Richard King, benannt.
Kingsville wurde ursprünglich als Arbeitersiedlung an der Schnittstelle der St. Louis-, Brownsville- und Mexico Railway gegründet. Um 1900 wuchs das Bedürfnis nach dem Bau einer Eisenbahnverbindung nach Brownsville. Dafür benötigte man Land, was bisher ein Teil der größten Ranch in Texas war. Für den Bau der Eisenbahn stellte Henrietta King einen großen Teil der King Ranch zum Verkauf. Der Geschäftsführer der Ranch, Robert Justus Kleberg, organisierte 1903 den Verkauf des Landes für Henrietta King und die Baugesellschaft. Die Platzierung des Ortes wurde drei Meilen östlich des Hauptsitzes der King Ranch geplant. Die Gemeinde wurde Kingsville nach Richard King genannt. Kurze Zeit später erreichten die Gleisarbeiten den Ort. Im Jahr 1904 fuhr der erste Reisezug durch Kingsville und ein Postamt wurde eröffnet. Die Leitung der Railway beschloss, ihr Hauptbüro sowie einige Geschäfte in Kingsville zu errichten. Um 1906 lebten 25 Eisenbahner mit ihren Familien in Kingsville. Die Eisenbahn war die Haupteinnahmequelle für den Ort. Um 1912 betrug die Einwohnerzahl bereits 4000 Einwohner und 1930 waren es dann 6815. Davon waren 2000 mexikanischer Herkunft und 524 African Americans.
Die ersten gewerblichen Einrichtungen wurden von der King Ranch errichtet (z. B. ein Hotel und die Wochenzeitung).
Kingsville wurde zum Handelszentrum vieler umliegender Farmer und Rancherfamilien, die vor allem Milchprodukte herstellten und verkauften. 1911 erhielt Kingsville eine offizielle Gründungsurkunde, was die Voraussetzung für die Anerkennung als Stadt war.
1912 errichtete man eine Baumwollmühle mit Spendengeldern, 1913 wurde Kingsville County Seat des neu gegründeten Kleberg County. Kurz nach der Gründung der Stadt wurde Öl entdeckt (1920). Außerdem fand man eine Quelle für natürliche Gase, mit der die Bewohner und öffentlichen Einrichtungen mit Gas versorgt wurden. Das South Texas Teachers College wurde 1925 gegründet und ermutigte mehr Menschen nach Kingsville zu ziehen. 1929 wurde das College in „Texas College of Arts and Industries“ umbenannt und verbesserte sich qualitativ. Seit 1993 gehört diese Institution zur Texas A&M University.
In den 30er Jahren wuchs Kingsville nur mühsam. Durch die Eröffnung der Kingsville Naval Auxiliary Station (also eines amerikanischen Marinestützpunktes) erfuhr die Stadt 1924 einen enormen Wachstumsschub. Später entstand dort die Naval Air Station Kingsville, ein Stützpunkt für Düsenjets. Während des Zweiten Weltkrieges bewohnten etwa 6000–7000 Navy Mitglieder den Stützpunkt.
Als 1946, nach dem Weltkrieg, die Naval Base geschlossen wurde, zogen viele Menschen fort. Doch bereits 1951 wurde der militärische Stützpunkt der Navy wieder reaktiviert. Das erneute Bevölkerungswachstum durch das Navy Personal stimulierte die örtliche Wirtschaft. In den frühen 50er Jahren schloss die Eisenbahn ihre Büros und Geschäfte in Kingsville, wovon sich die Stadt jedoch schnell wieder erholte. Dank der Humble Oil and Refining Company (jetzt ExxonMobil) wuchs die Einwohnerzahl der Stadt in den 60er Jahren stetig weiter an.

Darüber hinaus wurde das Bevölkerungswachstum der Stadt durch die wachsende Zahl der Anmeldungen an der örtlichen Universität beeinflusst: Die Einwohnerzahl stieg von 16.857 Einwohnern 1950 auf 28.711 Einwohner 1970. Ab 1985 nahm die Einwohnerzahl aufgrund von zurückgehenden Anmeldezahlen und der Schließung der Standorte Exxon's (Erdölförderung) stetig ab.

## Sehenswertes
Nahe Kingsville liegt die King Ranch. In Kingsville gibt es das King Ranch Museum und den King Ranch Saddle Shop in Downtown Kingsville. Außerdem verfügt die Stadt über ein Heimatmuseum und das Kingsville Train Depot.

## Bildungseinrichtungen
In Kingsville gibt es die Texas A&M University Kingsville, das Coastal Bend College und das Texas A&M Health Science Center Irma Lerma Rangel College of Pharmacy. Es gibt die staatliche Highschool Henrietta M. King High School, sowie zwei private High Schools, die Presbyterian Pan American School und die Christian Life Academy.

## Söhne und Töchter der Stadt
- Lauro Cavazos (1927–2022), Gesundheitswissenschaftler und ehemaliger Politiker
- Richard E. Cavazos (1929–2017), Vier-Sterne-General der United States Army
- Steve Denton (* 1956), Tennisspieler
- Gerald O. Glenn (1953–2020), pfingstlerischer Geistlicher
- Richard M. Kleberg (1887–1955), Politiker, Mitglied im US-Repräsentantenhaus
- David L. Lindsey (* 1944), Schriftsteller (Kriminalromane/Thriller)
- Jack Mildren (1949–2008), Footballspieler und späterer Politiker
- Javier Peña (* 1948), Agent der Drug Enforcement Administration
- Kimberly Scott (* 1961), Schauspielerin
- Shelby Walker (1975–2006), Profiboxerin und Mixed-Martial-Arts-Kämpferin